# Ian Richardson
Ian William Richardson, född 7 april 1934 i Edinburgh, Skottland, död 9 februari 2007 i London, var en brittisk (skotsk) skådespelare.

## Biografi
Ian Richardson blev medlem i Royal Shakespeare Company 1960, där han var verksam på regelbunden basis fram till 1975. Under sin långa karriär medverkade han även i ett stort antal filmer och TV-serier. Allra mest bekant blev han nog, såväl för den inhemska som utländska publiken, för sin prisade rollprestation (BAFTA) som den makthungrige fiktive politikern och premiärministern Francis Urquhart, i BBC-dramat House of Cards (1990), med uppföljarna To Play the King (1994) och The Final Cut (1995).
Richardson har gestaltat Sherlock Holmes på bioduken, men även Dr. Joseph Bell som Holmes bygger på (i TV-serien Klassiska mord). Han spelade även Bill Haydon i filmatiseringen av John Le Carre's 'Mullvaden' (Tinker, Tailor, Soldier, Spy).
Ian Richardson är far till skådespelaren Miles Richardson.
År 2009 gavs det ut en minnesbok över Richardson We Could Possibly Comment. Ian Richardson remembered av Sharon Mail där en lång rad kollegor och vänner berättar om Richardson. 

## Filmografi i urval
- 1967 – Marat/Sade
- 1981 – Påhittige Schulz (TV-serie)
- 1982 – Den hvitklädda kvinnan (TV-serie)
- 1984 – Mistrals dotter (TV-serie)
- 1987 – Ett rop på frihet
- 1990 – House of Cards (TV-serie)
- 1998 – Dark City
- 1999 – Kungen och jag (röst)
- 2001 – From Hell
- 2005 – Happy Christmas
- 2005 – Bleak House (TV-serie)